# Spakenburgs hart
Een Spakenburgs hart is een soort boterkoek die niet helemaal gaar is gebakken, met een glazuur van eiwit en poedersuiker. Het is een traditie in Spakenburg.
Hart wordt meestal gegeten bij feestelijke gelegenheden - een verjaardag, reünie of iets anders dergelijks. De meeste bakkers in Spakenburg hebben een geheim recept voor het hart. 
Het wordt meestal bereid in de vorm van een hartje, maar kan ook bereid worden in een rechthoek. Op het hart zit altijd glazuur.